# Australisch basketbalteam (mannen)
Het Australisch nationaal basketbalteam is een team van basketballers dat Australië vertegenwoordigt in internationale basketbalwedstrijden. Het team maakt deel uit van Basketball Australia, dat sinds 1947 is aangesloten bij de FIBA. Het team heeft als bijnaam "Boomers", een verwijzing naar de term voor de mannelijke kangoeroe, alsook naar de boemerang, een van de symbolen van het land.
Australië heeft 14 keer deelgenomen aan de Olympische Spelen, zonder een medaille te winnen. Ook heeft het deelgenomen aan 12 wereldkampioenschappen zonder een medaille te winnen.
Australië nam tot 2015 deel aan toernooien in de relatief zwakke regio FIBA Oceanië. Sindsdien speelt het in de Aziatische regio.  